# 若阿内夏
若阿内夏是巴西米纳斯吉拉斯州的一个市镇。总面积233.301平方公里，总人口6628人，人口密度28.4人/平方公里。